# Pont-Remy
Pont-Remy là một xã ở tỉnh Somme, vùng Hauts-de-France, Pháp.

## Địa lý
Thị trấn này tọa lạc tại giao lộ của các đường D901 và đường D183, tại điểm giao cắt cổ xưa của Sông Somme, khoảng 7 dặm Anh về phía đông nam của Abbeville.

## Dân số
| 1962                                                           | 1968 | 1975 | 1982 | 1990 | 1999 |
| -------------------------------------------------------------- | ---- | ---- | ---- | ---- | ---- |
| 1525                                                           | 1547 | 1406 | 1311 | 1395 | 1400 |
| Số liệu điều tra dân số từ năm 1962, dân số không tính hai lần |      |      |      |      |      |